# Ла Ноја (Бреша)
Ла Ноја је насеље у Италији у округу Бреша, региону Ломбардија.
Према процени из 2011. у насељу је живело 61 становника. Насеље се налази на надморској висини од 191 м.